# Grabovac (gmina Trstenik)
Grabovac (cyr. Грабовац) – wieś w Serbii, w okręgu rasińskim, w gminie Trstenik. W 2011 roku liczyła 131 mieszkańców.